# Kosmos 186 a Kosmos 188
Kosmos 186 (rusky Космос-186) a Kosmos 188 (rusky Космос-188) byly sovětské bezpilotní kosmické lodě, které provedly první automatické spojení ve vesmíru.
Po neúspěchu mise Sojuz 1, při které 23. dubna 1967 zahynul sovětský kosmonaut Vladimir Komarov, bylo rozhodnuto o pokračování programu Sojuz bezpilotními lety. Hlavním cílem letů těchto dvou kosmických lodí byl test jejich automatického propojení na oběžné dráze. Test proběhl úspěšně jen zčásti – došlo k mechanickému propojení, ne však k elektronickému. I tento výsledek však znamenal velký pokrok v sovětském vesmírném programu a otevřel dveře dalším cílům, jako bylo přistání na Měsíci nebo vývoj orbitální stanice.